# Milton Zonta
Milton Zonta (ur. 2 czerwca 1960 w Videira) – brazylijski duchowny rzymskokatolicki, od 2012 przełożony generalny salwatorianów.

## Życiorys
W 1979 wstąpił do salwatorianów. 17 lutego 1980 złożył pierwszą profesję zakonną. Święcenia kapłańskie przyjął 17 stycznia 1987. 17 października 2012 został wybrany na generała zakonu salwatorianów.